# Wojsko Tadeusza Kościuszki

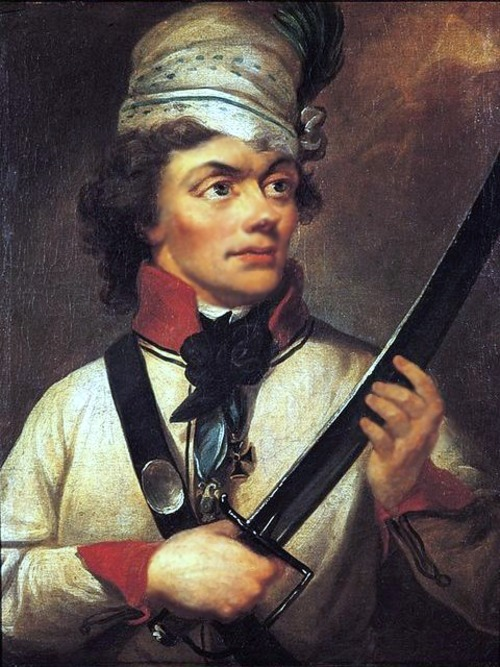
Tadeusz Kościuszko

Wojsko Tadeusza Kościuszki – polskie siły zbrojne I Rzeczypospolitej z 1794 roku w okresie insurekcji kościuszkowskiej.
Wykorzystując doświadczenia polskie, amerykańskie i rewolucyjne francuskie Kościuszko opracował na emigracji koncepcję sił zbrojnych powstania. Miały one składać się z armii regularnej, oddziałów ochotniczych, milicji ruchomych wojewódzkich i powiatowych formowanych na wzór amerykański, oraz pospolitego ruszenia wszystkich mieszkańców organizowanych na wzorach francuskich.
W początkowym okresie Kościuszko dysponował jednym batalionem regimentu 2 (Wodzickiego), jednym 3 (Czapskiego), w łącznej sile 800 ludzi, i brygadą Ludwika Mangeta (10 szwadronów). Do Krakowa maszerował też brygadier Madaliński ze swoją brygadą w sile ok. 1000 koni. Przemieszczały się też kolejne trzy bataliony 3. i 4 regimentu. Liczące 4000 ludzi oddziały stanowiły jedyną realną siłę w chwili wybuchu powstania. Ogólna liczba wojska polskiego w zaborach sięgała 26 000 ludzi. Przez kordon przerwało się około 4000 żołnierzy.
Siły zbrojne powstania złożone z oddziałów regularnych, milicji ruchomych i formacji ochotniczych, liczyły w szczytowym okresie ok. 83 000, a z milicjami miejskimi – ok. 105 000 żołnierzy. Uwzględniając powoływane doraźnie pospolite ruszenie wojewódzkie, można przyjąć, że przez szeregi powstańcze przeszło w ciągu insurekcji ponad 150 000 ludzi.

## Mobilizacja

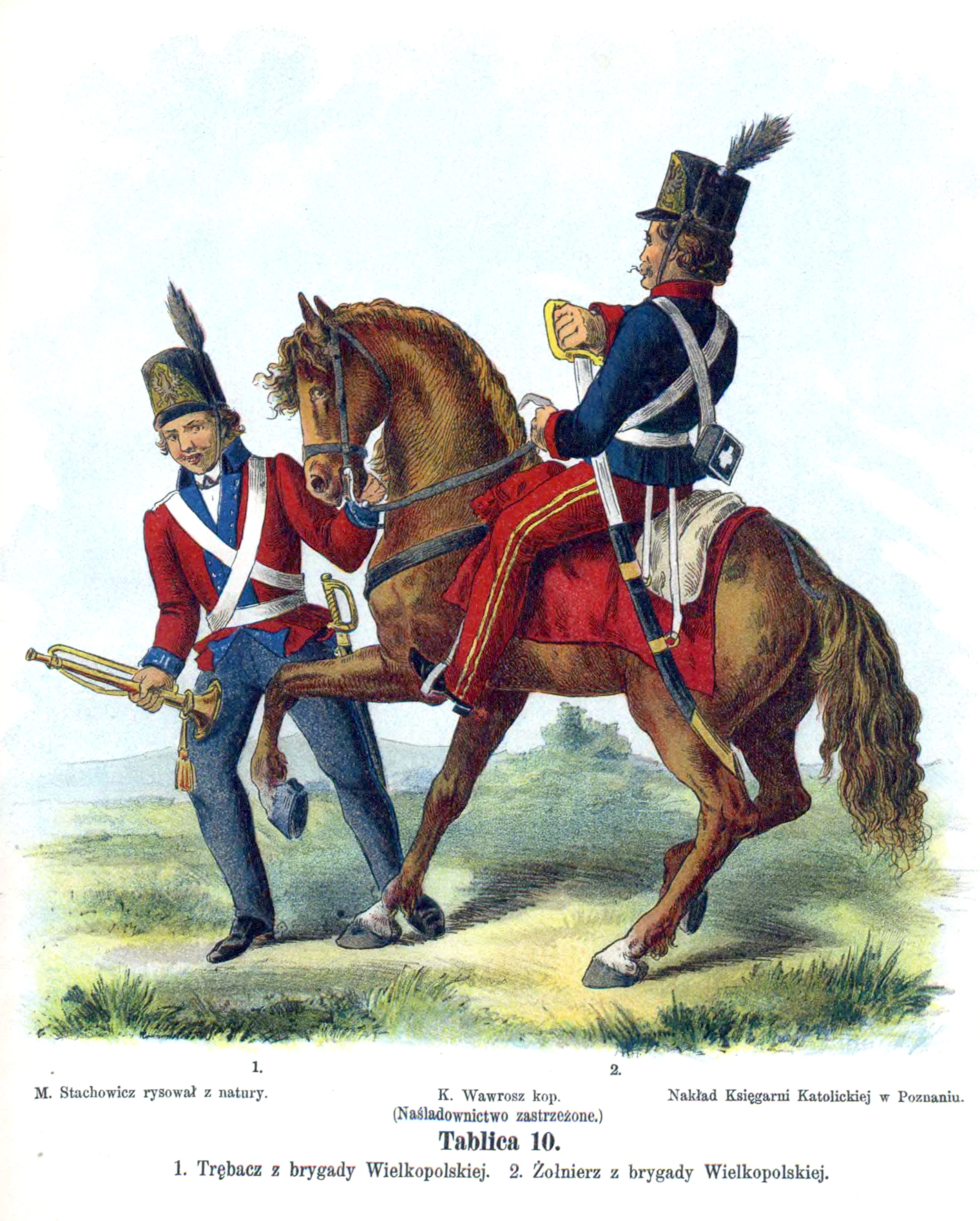
Jazda Kościuszki

Uchwały Komisji Porządkowej Krakowskiej nakazywały dostarczenie z 5 dymów jednego rekruta pieszego i jednego konnego z 50 dymów. Rekrut winien być uzbrojony, ubrany w strój chłopski i zaopatrzony w suchary na sześć dni i miesięczny żołd. Mogło to zapewnić armii, licząc jako obszar rekrutacyjny teren Polski po drugim rozbiorze, około 100 000 ludzi i 10 000 koni. Pobór czerwcowy został uzupełniony nowym, który ogłoszono 18 września. Zarządzono wówczas dostawienie jednego piechura z 10 dymów i jednego jeźdźca z 50 dymów. Mogło to dać około 20 000 rekrutów. Ogłaszając drugi pobór, Kościuszko zrezygnował z powoływania pospolitego ruszenia.
Oprócz poboru oddziały regularne, zwłaszcza jazdę, korpusy artylerii i inżynierii, uzupełniano w drodze werbunku ochotniczego. Stosowano również werbunek przymusowy, obejmujący „ludzi luźnych”. Do szeregów wcielano też częściowo dezerterów i jeńców, przeważnie pruskich. Mimo, podejmowanych wysiłków nie zdołano w trudnych warunkach działań wojennych doprowadzić armii regularnej do 100 000 ludzi według etatu z 1792 roku. W szczytowym okresie powstania oddziały regularne liczyły ok. 55 000 (koronne ok. 37 000, litewskie – ok. 18 000).

## Armia regularna

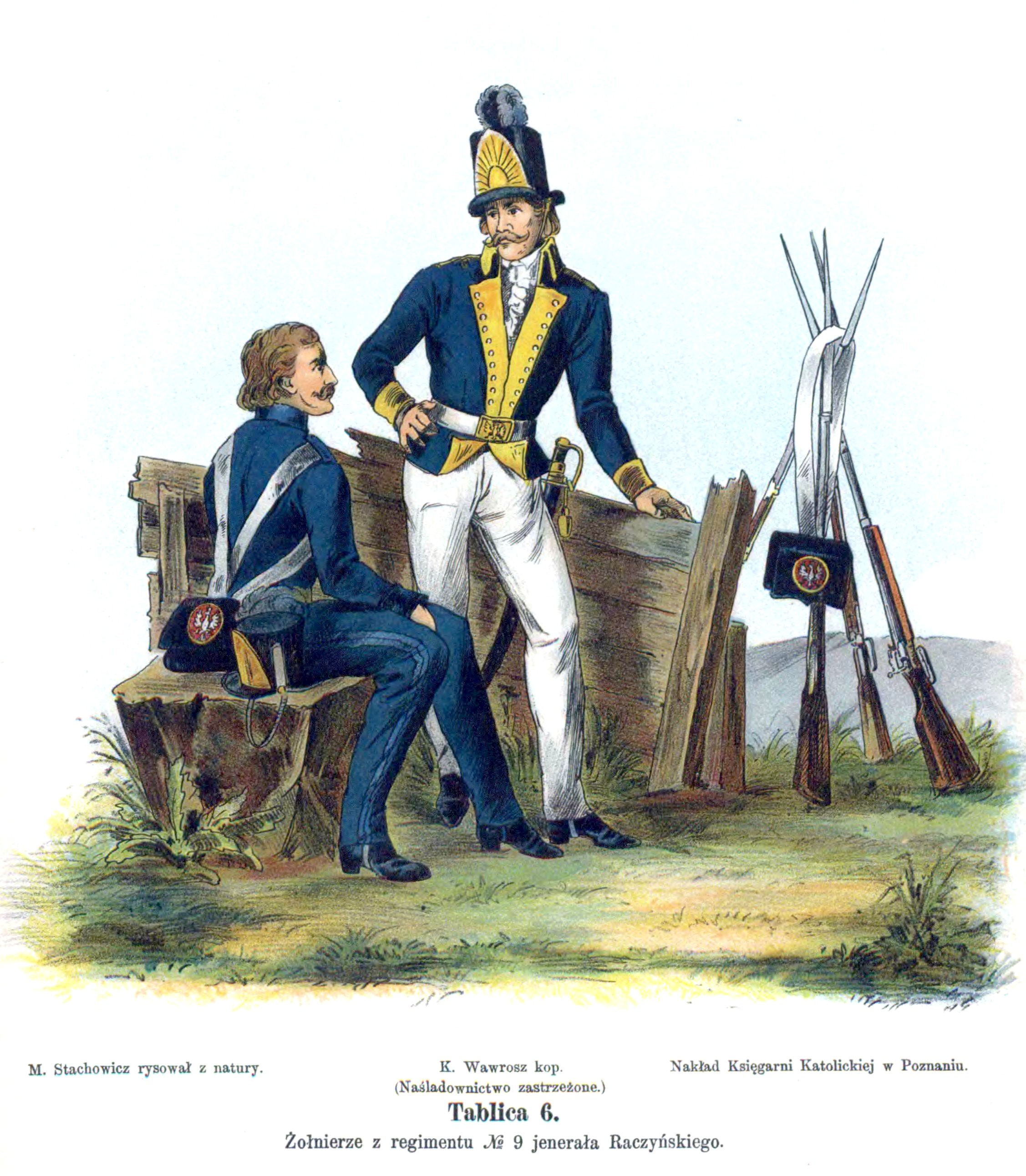
Piechota Kościuszki

Główny trzon powstania miała stanowić armia regularna. Oddziały koronne i litewskie po przeprowadzonej częściowo redukcji i przebiciu się zza kordonu brygad Wyszkowskiego, Łaźnińskiego i Kopcia, liczyły ok. 40 000 ludzi. Kościuszko planował powiększyć armię regularną do etatu z 22 maja 1792 r., kompletując ją za pomocą tradycyjnego poboru dymowego.
Piechota

Z dawnych jednostek pozostało jedenaście regimentów koronnych i osiem litewskich. Przy ich uzupełnianiu stosowano łączenie szeregów muszkieterskich z szeregami kosynierów i pikinierów. Regimenty miały składać się z dwóch batalionów muszkieterskich i batalionu strzelców. Jedynie cztery koronne i jeden litewski zdołały utworzyć trzecie bataliony złożone przeważnie z kosynierów. Mimo to, powiększono piechotę do 28 regimentów.
Jazda

W początkowym okresie powstania było dziewięć brygad kawalerii, dwa regimenty gwardii konnej, dwanaście pułków przedniej straży. Sformowano dwie nowe brygady koronne i jedną litewską, trzy pułki koronne i jeden litewski. W sumie jazda powstańcza składała się z dwunastu brygad (8 koronnych i 4 litewskie), dwóch regimentów gwardii konnej, szesnastu pułków przedniej straży (9 koronnych i 7 litewskich). W brygadach kawalerii z towarzyszy utworzono osobne szwadrony.
Artyleria

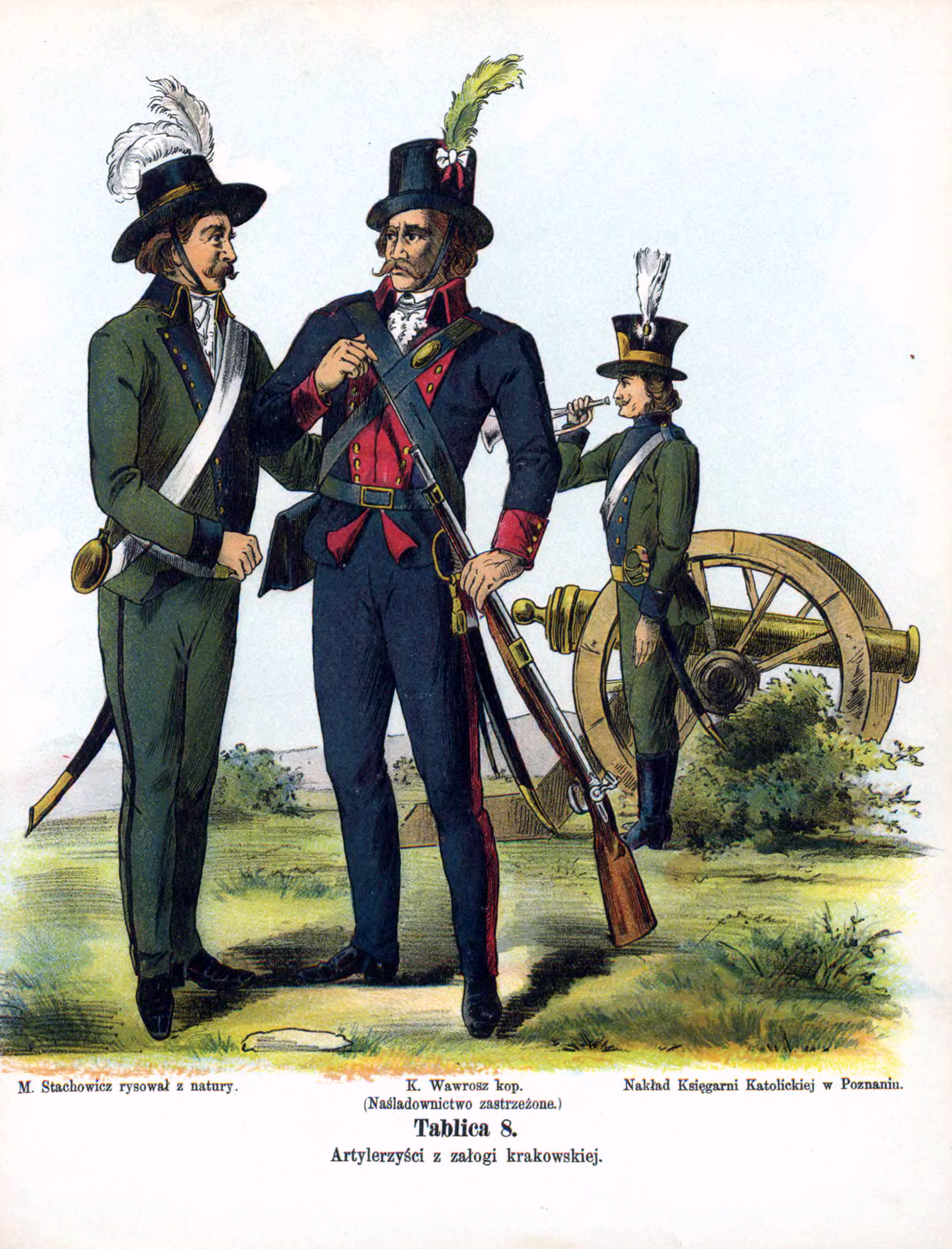
Artylerzyści z 1794 roku

Według etatu z 1792 r. korpus artylerii koronnej miał składać się z dwóch pułków po dwanaście kompanii. Dowództwo korpusu sprawował gen. mjr Krystian Deybel. W armii koronnej zorganizowano tylko jeden pułk. Formowania drugiego nie udało się zakończyć. We wrześniu korpus liczył 1954 ludzi. Korpus artylerii litewskiej miał tworzyć jeden pułk. Zdołano go powiększyć do ok. 1100 ludzi. Armia powstańcza dysponowała w ciągu działań przeszło 250 działami (w tym ok. 170 polowych i 70 batalionowych). Większość dział znajdowała się w Warszawie i przy dywizjach koronnych. Dywizje litewskie miały ok. 60 dział.
Wojska techniczne

Korpus inżynierów koronnych oraz wchodzące w jego skład kompanie minierów, saperów i pionierów doprowadzono do ok. 360 ludzi. Utworzono również 2 kompanie pontonierów, liczące ok. 150 ludzi i dysponujące pewną ilością pontonów. Komendantem korpusu został płk Stanisław Zawadzki, a w lipcu – ppłk Jan Mehler. Korpus inżynierów litewskich liczy 140 ludzi. Jego komendantem był płk Szymon Górski.
| Jednostka                    | 1792 | 1794 marzec kwiecień | 1794 maj | 1794 wrzesień |
| ---------------------------- | ---- | -------------------- | -------- | ------------- |
| Korpus artylerii koronnej    | 2110 | 341                  | 1614     | 1938          |
| Korpus inżynierów koronnych  | 130  | 70                   | 284      | 361           |
| Korpus pontonierów koronnych | 120  | 30                   | 100      | 136           |

## Formacje nieregularne

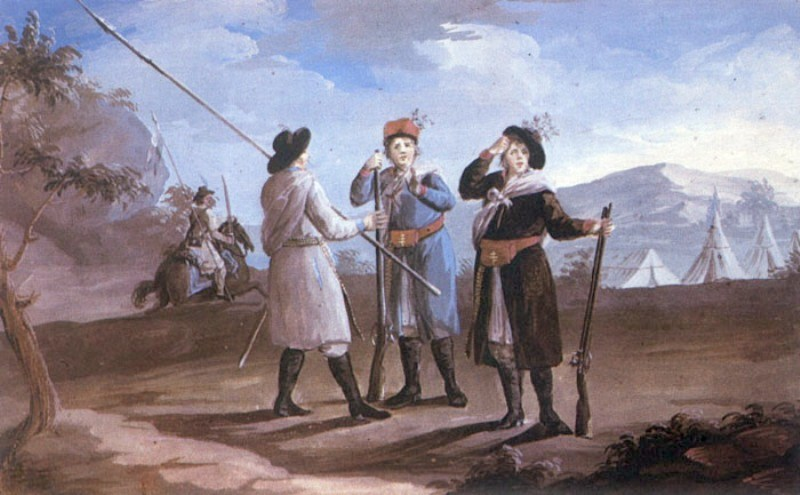
Milicja ruchoma

Milicje ruchome i oddziały ochotnicze
Na czele tych formacji stanęli specjalnie mianowani generał-majorowie ziemiańscy.
Formowane były z rekrutów pozostałych po skompletowaniu jednostek regularnych. Milicje piesze organizowano przeważnie w bataliony lub dwubatalionowe regimenty strzelców. Tworzono z nich również bataliony kosynierów i pikinierów. Milicje konne formowano według etatu pułków przedniej straży. Przy pomocy werbunku ochotniczego organizowano bataliony strzelców i pułki lekkiej jazdy. Oddziały milicji ruchomych i formacje ochotnicze liczyły ok. 28 000 ludzi.
Pospolite ruszenie

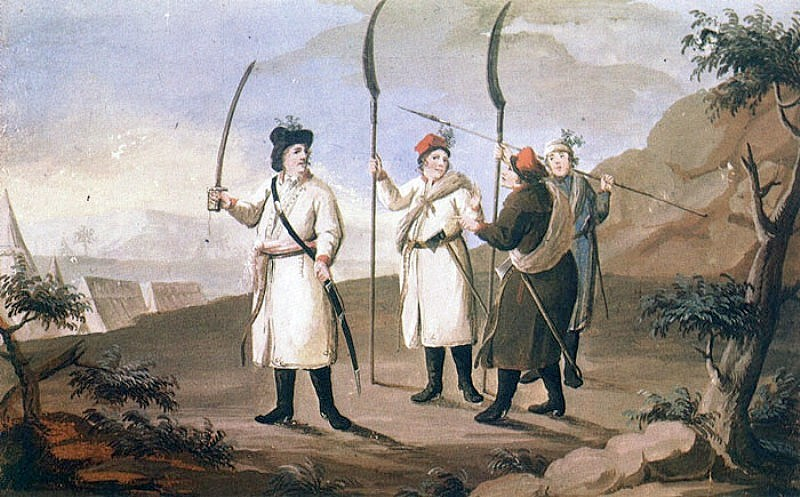
Kosynierzy chłopskiego pospolitego ruszenia

Pospolite ruszenie obejmowało wszystkich zdolnych do walki mężczyzn od 18 do 40 roku życia. Pozostało pod komendą generał majorów ziemiańskich. Oddziały składały się z jednostek parafialnych, dowodzonych przez rotmistrzów parafialnych. Najmniejszą jednostkę stanowiły gromady prowadzone przez dziedziców, rządców lub bogatszych chłopów. Wszyscy właściciele dóbr byli zobowiązani do stawania na czele swych gromad wraz ze służbą dworską. Od tego obowiązku zwalniano tylko kobiety-właścicielki, duchownych, chorych i podeszłych wiekiem, ale pod warunkiem dostarczenia z każdej wsi po dwóch konnych zastępców. Siła pospolitego ruszenia niektórych województw dochodziła do kilkunastu tysięcy ludzi. Użyte do zbrojnych demonstracji i działań osłonowych oddało znaczne usługi. Zawodziło na ogół podczas bitew. Nieumiejętnie dowodzone, słabo zorganizowane, łatwo ulegały panice.
Milicja miejska
Tworzono ją w większych miastach. Obejmowała ona zamieszkałych w mieście mężczyzn od 15 do 50 roku życia. Formowano z nich oddziały trzytysięczne. Te dzieliły się na tysięczne i dalej na 100 osobowe roty. Rotami dowodzili dziesiętnicy i setnicy. Ci z kolei wybierali tysięczników i trzytysięczników, którym przydzielano do pomocy oficerów zawodowych (komendantów militarnych). Milicja warszawska liczyła ok. 18 000 ludzi. W Wilnie działała gwardia municypalna, licząca ok. 2000 mieszczan. Ogółem w milicjach miejskich znalazło się ok. 22 000 ludzi.

## Uzbrojenie i taktyka działania

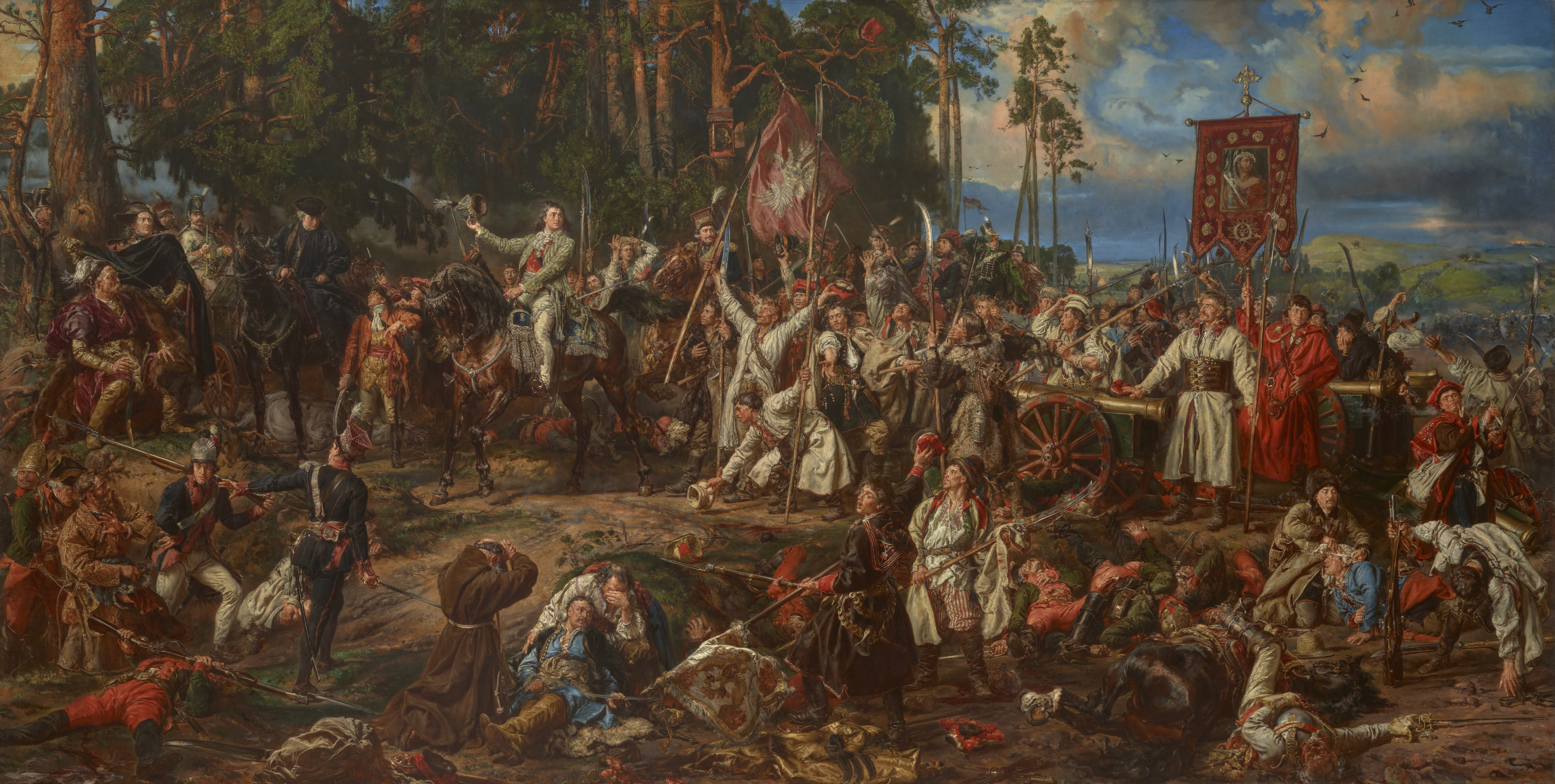
Bitwa pod Racławicami

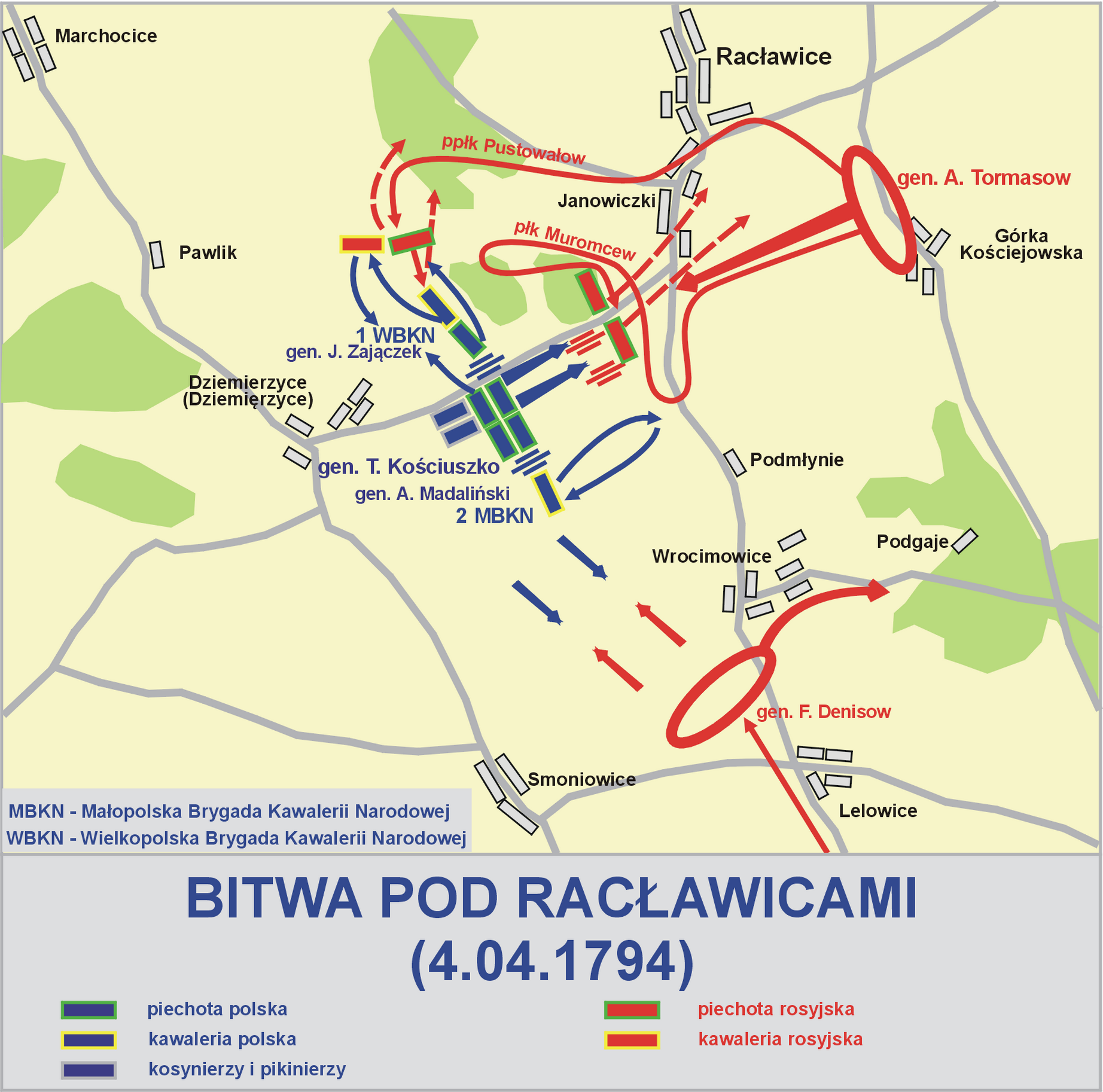
Szkic bitwy

W związku z brakiem broni i amunicji, do uzbrojenia wojska wprowadzono piki i kosy. Taktyka działania stanowiła uproszczoną formę działań francuskich. Miał to być ogień tyralierski i działowy z gwałtownymi uderzeniami piechoty w kolumnach na bagnety. W powstańczych kolumnach uderzali kosynierzy. Ograniczono strzelanie; nie używano ognia plutonowego. Po kilku salwach batalionu uderzano na bagnety. Z powodu braku karabinów trzecie szeregi posiadały kosy. W milicji tylko pierwsze miały broń palną; drugie i trzecie to kosy i piki. Bataliony grenadierów (chłopskie) uzbrojone były w same kosy.
Wbrew popularnym wyobrażeniom w okresie powstania kościuszkowskiego kosynierzy nie byli dominującym rodzajem wojsk pieszych i używano ich jedynie jako siły pomocnicze i uzupełniające. Pomimo pewnych niedostatków broni palnej większym problemem byli chłopscy rekruci, którzy nie potrafili jej używać. Piesze regimenty koronne zaopatrzone były w broń palną na poziomie 75,4%, w batalionach strzelców oraz milicji na poziomie 68,9%. Reszcie żołnierzy przydzielono piki i kosy, głównie ze względu na nieumiejętność posługiwania się karabinami. Tylko w jednym 7 Regimencie Pieszym Koronnym kosynierzy stanowili w 1794 roku większość żołnierzy.
W jeździe towarzysze formowali osobne szwadrony. Większość szwadronów składa się z samych szeregowych. Szeregowym odebrano karabiny i uzbrojono w lance. Mimo wciąż ponawiających się klęsk, liczba walczących przez szereg miesięcy wynosiła 70 000 ludzi. Na owe czasy czyn to niezwykły, świadczący o istotnym geniuszu organizatorskim Naczelnika Kościuszki.
Pod wpływem doświadczeń Kościuszko właściwie oceniał właściwości terenu, doskonale rozmieszczał baterie artylerii i trafnie używał tyralierów. Stosując zasady zawarte w dziełach Folarda i Lloyda, stosował masowe uderzenie piechoty wykorzystującej broń białą. Jako pierwszy w Polsce zastosował uderzenie kolumnami. Bitwy zamierzał rozstrzygać w sposób obronny. Dużą wagę przywiązywał do wyboru pozycji, by potem przegrupować oddziały i w punkcie rozstrzygającym posiadać przewagę. Bitwy pod Dubienką, Racławicami, Szczekocinami i Warszawą to typowe bitwy obronne. Pod Maciejowicami wystąpiło połączenie bitwy obronnej z manewrem części wojsk na tyły wroga.
Działania w dużym stopniu cechowały się dążeniem do stopniowego zmęczenia przeciwnika. Akcje były spowalniane. Działał tu przykład wojny amerykańskiej. Zwlekając z działaniami zaczepnymi w przyjaźniejszych majowych warunkach, wydawał Kościuszko bitwy przeciw dwukrotnej przewadze przeciwnika (Szczekociny, Maciejowice). Nie połączył przy tym do działania wszystkich sił, jakimi mógł w tym czasie dysponować. Gen. Ignacy Prądzyński zarzuca Kościuszce oddawanie inicjatywy przeciwnikowi. Ocenia, że poprzez zbytnią wiarę w obronę, pozbawiał się możliwości wykorzystania zaczepnego odwodu. Niewłaściwie też stosował zasadę ekonomii sił, jedności działania i zespolenia wysiłków. Posiadał jednak Kościuszko żelazną, nieugiętą wolę i wiarę w zwycięstwo. Umiał porwać wojska, budził w nich siły moralne i pierwiastki bohaterskie. W swoim testamencie wojskowym „Czy Polacy mogą się wybić na niepodległość” zaleca powstanie powszechne o własnych siłach, bez oglądania się na pomoc obcą, poruszenie całej masy ludu przez oswobodzenie włościan, pełne wykorzystanie elementu zaskoczenia, wojnę wytrwałą, przewlekłą, obliczoną na zużycie przeciwnika i – zwycięskiego użycia chłopskiej kosy.
| Regiment                                   | Karabiny | Kosy i piki |
| ------------------------------------------ | -------- | ----------- |
| 1 Regiment Pieszy Koronny                  | 73%      | 23%         |
| 2 Regiment Pieszy Koronny                  | 65%      | 35%         |
| 3 Regiment Pieszy Czapskiego               | 70%      | 30%         |
| 4 Regiment Pieszy Buławy Wielkiej Koronnej | 84%      | 16%         |
| 5 Regiment Fizylierów                      | 85%      | 15%         |
| 6 Regiment Pieszy Łanowy                   | 72%      | 28%         |
| 7 Regiment Pieszy Koronny                  | 32%      | 68%         |
| 8 Regiment Pieszy Buławy Polnej Koronnej   | 66%      | 34%         |
| 9 Regiment Pieszy Raczyńskiego             | 66%      | 34%         |
| 10 Regiment Pieszy Ordynacji Rydzyńskiej   | 100%     | –           |
| 13 Regiment Pieszy Ordynacji Ostrogskiej   | 82%      | 18%         |
| 14 Regiment Pieszy im. Potockich           | 53%      | 47%         |
| 16 Regiment Pieszy Były Skarbowy           | 93%      | 7%          |
| 17 Regiment Pieszy Koronny                 | 93%      | 7%          |
| 18 Regiment Pieszy Koronny                 | 100%     | –           |
| 19 Regiment Strzelców Koronnych            | 72%      | 28%         |
| 20 Regiment Pieszy Koronny                 | 63%      | 27%         |

## Działania zbrojne
Okres od 24 marca do 20 maja charakteryzował się samorzutnym, zaczepnym działaniem wojsk polskich i współdziałającej z nim ludności cywilnej przeciw okupacyjnym wojskom rosyjskim. W tym okresie udało się oswobodzić dużą część kraju i sformować stosunkowo liczne korpusy wojsk polskich: Kościuszki (działał w Krakowskiem i Sandomierskiem), Grochowskiego (z Wołynia przebił się do Kościuszki), Mokronowskiego (w Warszawie), Jasińskiego (pod Wilnem). Inicjatywa strategiczna w tym okresie znajdowała się po stronie polskiej. Nieprzyjaciel był zaskoczony i ponosił poważne straty. O takim przebiegu wydarzeń w pierwszych dwóch miesiącach wojny zadecydowały zwycięstwa pod Racławicami i w Warszawie oraz Wilnie.

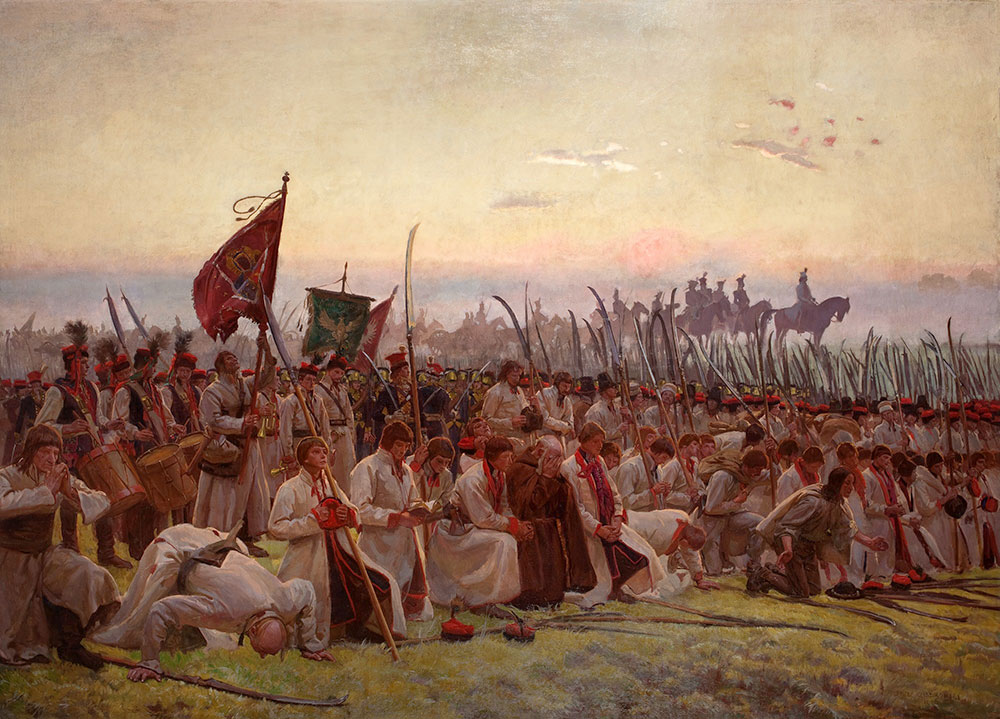
Józef Chełmoński, Racławice

W chwili wybuchu powstania Kościuszko dysponował tylko oddziałami stojącymi w Krakowie i Pińczowie. 1 kwietnia wyruszył naczelnik ze swoim wojskiem w kierunku stolicy. W drodze połączył swoje siły z brygadą Madalińskiego i kilku innymi oddziałami. Siły powstańcze wzrosły do 6100 ludzi i 12 dział. W kierunku Krakowa maszerowały z Warszawy rosyjskie oddziały gen. Torrnasowa i z kierunku Lublina gen. Denisowa i Rachmanowa. Pod Racławicami kolumna Torrnasowa zagrodziła drogę wojskom Kościuszki. Bitwę rozpoczął Tormasow. Uderzył na polskie centrum, jednocześnie wykonując głębokie obejście grupą ppłk. Pustowałowa. W krytycznej sytuacji Kościuszko uderzył na centrum Tormasowa siłami ok. czterech kompanii piechoty i 300 kosynierów. Kosynierzy w brawurowym ataku zdobyli 11 dział. Potęgując natarcie piechotą i kawalerią Polacy rozbili kolumnę Tormasowa. Następnie Kościuszko przerzucił część oddziałów na lewe skrzydło i rozbił grupę Pustowałowa. Denisow, który nadciągnął zbyt późno, nie wziął udziału w walce.

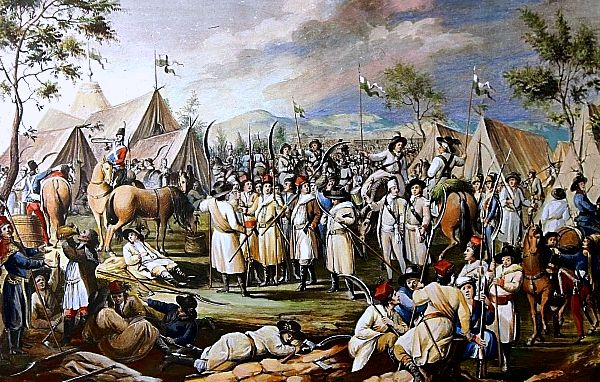
Michał Stachowicz, Obóz pod Bosutowem

Sukces taktyczny pod Racławicami pozwolił na podjęcie kolejnej próby przebicia się do stolicy. Wojska stanęły pod Bosutowem w umocnionym obozie. W tym czasie do powstania przyłączyła się dywizja wielkopolska gen. Grochowskiego. Naczelnik postanowił połączyć się z nią. Przekroczenie granicy przez wojska pruskie zmusiło jednak wojska powstańcze do pozostania w Bosutowie i organizowania obrony Krakowa. Prusacy utworzyli kordon ciągnący się wzdłuż granicy prusko-litewskiej, Narwi i Wisły do Wyszogrodu, a stąd wzdłuż Bzury, Rawki, Pilicy i granicy Śląska. Główne siły pruskie koncentrowały się w okolicach Częstochowy pod dowództwem gen. Schwerina. Podobny kordon wzdłuż Wisły utworzyli Rosjanie. Tym sposobem odcięli Kościuszkę od Lubelskiego. Skierowany spod Warszawy korpus gen. Chruszczowa tworzył ostatnie ogniwo blokady wchodząc w lukę między Denisowem i Schwerinem.

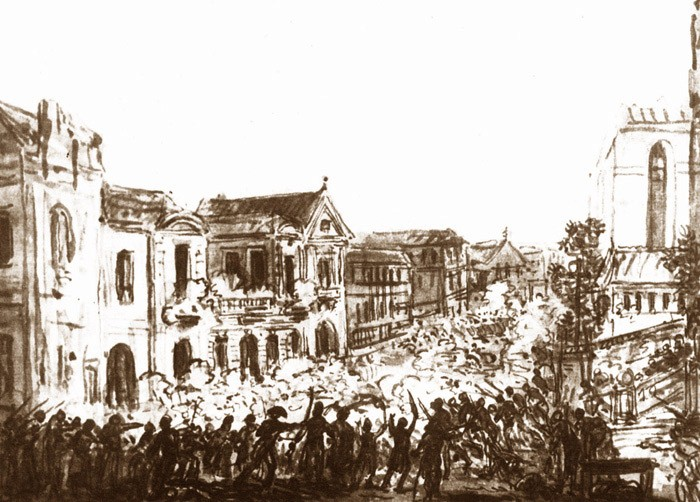
Szturm na ambasadę rosyjską

17 kwietnia w Warszawie wybuchło powstanie przeciw silnemu garnizonowi rosyjskiemu. 10 regiment rozbił rosyjski oddział gen. Miłaszewicza na Krakowskim Przedmieściu, a grupa mieszkańców zniszczyła koło pałacu Saskiego silną kolumnę spieszącą na pomoc Igelstromowi. Resztki garnizonu rosyjskiego wycofały się w kierunku Piaseczna, a Igelstrom przedarł się do stojącego pod Marymontem korpusu pruskiego.
16 kwietnia wybuchło powstania w Szawlach. Oddziały litewskie ruszyły w kierunku Wilna. Tu powstanie wybuchło w nocy z 22 na 23 kwietnia. Po kilkugodzinnych walkach Wilno zostało opanowane. Znaczna część garnizonu rosyjskiego z gen. Arseniewem dostała się do niewoli. Stojący na Pohulance oddział mjr. Tłuczkowa wycofał się do Grodna i połączył z korpusem gen. Cycjanowa. Dowództwo rosyjskie wycofało wkrótce z Litwy resztę swych sił. Naczelną komendę nad wojskiem litewskim objął gen. Jakub Jasiński.
W drugiej połowie kwietnia powstanie ogarnęło cały kraj w granicach drugiego rozbioru. Wykorzystując dezorganizację dowództwa rosyjskiego i powstrzymał działania zaczepne wojsk pruskich, Kościuszko pomaszerował pod Połaniec. Tu został oblężony przez Denisowa, Aprykina i Chruszczowa. Przeciwnik dysponował ok. 14 000 żołnierzami. Naczelnik polecił więc stojącemu na Lubelszczyźnie Grochowskiemu przejść Wisłę i razem z gen. Haumanem uderzyć z tyłu na Denisowa. Opóźnienie marszu Humana uniemożliwiło wykonanie jednoczesnego ataku. Grochowski przeprawił się na lewy brzeg Wisły i stanął w Opatowie. Zagrożony okrążeniem Denisow wycofał się spod Połańca w stronę granicy pruskiej. W ten sposób Kościuszko uzyskał komunikację z Warszawą. Ruszył więc pod Szydłów, gdzie połączył się z Grochowskim. Korpus Naczelnika liczył już ok. 14000 żołnierzy armii regularnej. W związku z faktem przekroczenia Bugu przez korpus gen. Zagriażskiego, postanowił odłożyć atak na Denisowa.

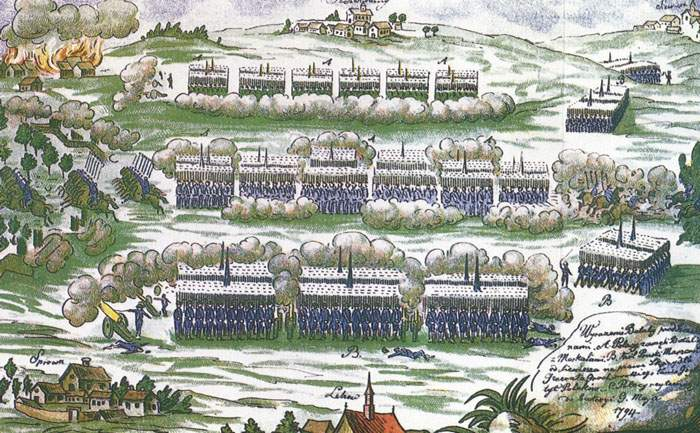
Michał Stachowicz, Bitwa pod Szczekocinami 1794

Kosztem swoich sił utworzył w rejonie Chełma korpus pod dowództwem gen. Zajączka. Działania Zajączka przeciągnęły się jednak. Zagriażski czekał na idącego z Podola gen. Derfeldena. W tej sytuacji Kościuszko postanowił sam uderzyć na Denisowa pod Szczekocinami. Zamierzał rozbić przeciwnika zanim przybędą z pomocą Prusacy. Tymczasem w nocy nadeszła spod Zarnowca armia pruska pod dowództwem króla Fryderyka Wilhelma II. Połączone siły przeciwnika liczyły 24 000 żołnierzy i 122 działa. Mimo olbrzymiej przewagi sił rosyjsko-pruskich Kościuszko przyjął bitwę. Po zaciętej walce został jednak zmuszony do odwrotu w kierunku do Małogoszcza, a stąd przez Kielce do Radomia.
Również walki Zajączka nad Bugiem były dla Polaków niepomyślne. Połączone siły Zagriażskiego i Derfeldena zmusiły powstańców do wycofania się pod Chełm. Tu również wojska powstańcze poniosły klęskę.
W połowie czerwca między Radomiem, Górą Puławską i Warką skoncentrowały się korpusy polskie liczące ok. 20 000 ludzi. W ciągu następnych dni stanęły one nad Pilicą. Wkrótce jednak część korpusu Mokronowskiego odeszła pod Błonie, a gen. Sierakowski skierowany został pod Karczew w celu osłony Pragi przed Derfeldenem.
27 czerwca Kościuszko pod naciskiem głównych sił nieprzyjaciela rozpoczął odwrót znad Pilicy pod Warszawę. Pradze zagroziło niebezpieczeństwo ze strony stojących nad Narwią oddziałów pruskich. 30 czerwca na Lubelszczyznę wkroczył austriacki korpus gen. Harnoncourta. W dniach 7-10 lipca doszło do zaciętych walk na przedpolu Warszawy. Po bitwach pod Błoniem Raszynem i Golkowem korpusy polskie wycofały się do stolicy. 13 lipca podeszła pod Warszawę armia rosyjsko-pruska. Kościuszko dysponował wtedy 23000 żołnierzami, 140 działami i ponadto 18000 członkami milicji municypalnej.
27 lipca Prusacy opanowali Wolę i rozpoczęli prace oblężnicze. Zostały one jednak przerwane działaniem korpusu ks. Poniatowskiego w rejonie Szwedzkich Gór.
19 sierpnia dotarły pod Warszawę transporty artylerii ciężkiej. Umożliwiło to Prusakom zdobycie Szwedzkich Gór. 28 sierpnia przeprowadzili oni atak na Powązki i Bielany. Fryderyk Wilhelm wyznaczył też datę szturmu generalnego. Wobec rozszerzania się powstania w Wielkopolsce zrezygnował jednak z dalszego oblężenia stolicy i w nocy z 5 na 6 września wycofał się spod Warszawy nad Bzurę. Jednocześnie korpus Fersena odszedł spod Służewa w stronę Warki.
Do Wielkopolski skierowany został korpus gen. Dąbrowskiego. W Słupcy połączył się z oddziałami wielkopolskimi i ruszył do Gniezna. 2 października Dąbrowski zdobył Bydgoszcz i zagroził Toruniowi. Jednak uwarunkowania strategiczne zmusiły Dąbrowskiego do odwrotu i 23 października stanął on wojskiem na prawym brzegu Bzury.
W czasie trwania oblężenia Warszawy Jasiński mimo kilkakrotnych prób nie zdołał rozbić korpusów rosyjskich zagrażających Wilnu od wschodu. Mianowany na jego miejsce gen. Wielhorski nie podejmował działań zaczepnych. Pod koniec czerwca wybuchło powstanie w Kurlandii. Gen. Wojtkiewicz zajął Lipawę.

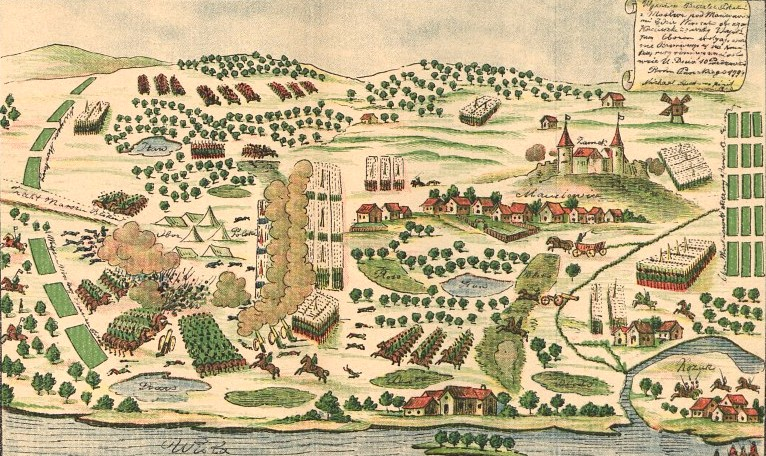
Bitwa pod Maciejowicami

W sierpniu połączone korpusy Knorringa, Hermana i Cycjanowa zdobyły Wilno, a dywizje litewskie cofały się bezładnie w stronę Grodna. Dowództwo nad nimi objął Mokronowski. W połowie września nadciągnął pod Kobryń korpus gen. Suworowa. Skierowany przeciw niemu Sierakowski po bitwie pod Krupczycami wycofał się do Brześcia. Podczas dalszego odwrotu został rozbity pod Terespolem.
Kościuszko zaplanował koncentryczny atak na Suworowa dywizjami litewskimi i korpusem Sierakowskiego odtwarzanym w rejonie Siedlec. Rozmieszczony wzdłuż Wisły korpus Ponińskiego miał uniemożliwić Fersenowi przeprawę. Fersen zdołał się jednak sforsować Wisłę pod Maciejowicami. Naczelnik postanowił rozbić najpierw korpus Fersena siłami Sierakowskiego i Ponińskiego. 9 października pod Maciejowice przybył Kościuszko i objął dowództwo. Zorganizował odpowiednie ugrupowanie bojowe. Lewe skrzydło miała stanowić Dywizja Ponińskiego. Miała ona nadejść do Zyczyna i podczas bitwy uderzyć na tyły oddziałów rosyjskich, decydując o zwycięstwie. Wojska Kościuszki miały przyjąć i wytrzymać uderzenie korpusów rosyjskich. Uderzenie Rosjan było tak duże, a powiązane z manewrem spowodowało, że Polacy rozpoczęli bezwładny odwrót.

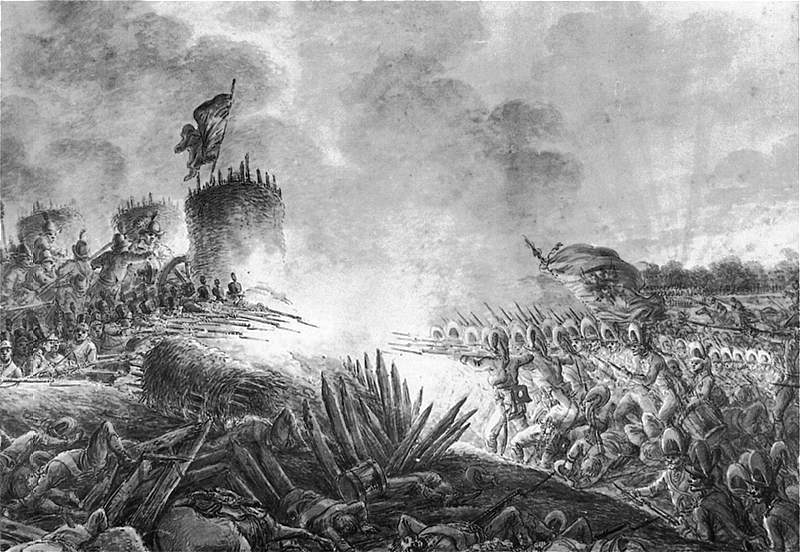
Aleksander Orłowski, Wzięcie Pragi

Bitwa zakończyła się całkowitym rozbiciem korpusu polskiego. Do niewoli dostał się Tadeusz Kościuszko oraz gen. Sierakowski, Kamiński i Kniaziewicz. Straty polskie wyniosły przeszło 4000 ludzi i 21 dział, rosyjskie – ok. 2000. Poniński, który otrzymał rozkaz Kościuszki dopiero o godz. 7.00, nadszedł już po bitwie i zebrawszy rozbitków, wycofał się na Pragę.
Klęska maciejowicka zaważyła dalszych losach powstania. Na Warszawę ruszyła ofensywa rosyjska. Pod Kobyłką rozbita została dywizja gen. Meiena. 4 listopada połączone korpusy rosyjskie zdobyły Pragę. 6 listopada kapitulowała Warszawa.
Wśród ogólnego rozprzężenia resztki korpusów powstańczych z Naczelnikiem Wawrzeckim i kilku generałami wycofały się pod Radoszyce, gdzie 16 listopada pod naporem wojsk rosyjskich uległy rozproszeniu.

## Oddziały powstańcze
| Wojska koronne                   | Wojska koronne         | Wojska litewskie              | Wojska litewskie        |
| jazda koronna                    | piechota koronna       | jazda litewska                | piechota litewska       |
| -------------------------------- | ---------------------- | ----------------------------- | ----------------------- |
| Brygada Biernackiego             | Gwardia Piesza Koronna | Brygada Kossakowskiego        | Gwardia Piesza Litewska |
| Brygada Jaźwińskiego             | 1 Regiment             | Brygada Kossaka               | 1 Regiment              |
| Brygada Kołyski                  | 2 Regiment             | Brygada Sulistrowskiego       | 3 Regiment              |
| Brygada Kopcia                   | 3 Regiment             | Regiment Gwardii Konnej       | 4 Regiment              |
| Brygada Łaźnińskiego             | 4 Regiment             | 1 Pułk Tatarski               | 5 Regiment              |
| Brygada Madalińskiego            | 5 Regiment             | 4 Pułk Lekkiej Jazdy          | 6 Regiment              |
| Brygada Mangeta                  | 6 Regiment             | 5 Pułk Lekkiej Jazdy          | 7 Regiment              |
| Brygada Ożarowskiego             | 7 Regiment             | Pułk Lekkiej Jazdy Aluzewicza | 8 Regiment              |
| Brygada Wyszkowskiego            | 8 Regiment             | Korpus towarzyski jazdy       |                         |
| Regiment Gwardii(mirowski)       | 9 Regiment             |                               |                         |
| 1 Pułk Lekkiej Jazdy             | 10 Regiment            |                               |                         |
| 3 Pułk Lekkiej Jazdy             | 11 Regiment            |                               |                         |
| 4 Pułk Lekkiej Jazdy             | 13 Regiment            |                               |                         |
| 5 Pułk Lekkiej Jazdy             | Regiment Węgierski     |                               |                         |
| Pułk Lekkiej Jazdy Wittenberga   |                        |                               |                         |
| Pułk Lekkiej Jazdy Lubomirskiego |                        |                               |                         |

| Wojska ochotnicze - 7 Pułk Mazurów - 9 Pułk - 10 Pułk - 15 Regiment - 16 Regiment - 18 Regiment Podlaski - 19 Regiment Litewski - 20 Regiment Kilińskiego - Pułk Kwaśniewskiego - Pułk Krasickiego - Pułk Ośmiałowskiego - Pułk Pągowskiego - Pułk Piotrowskiego - Pułk Urbanowskiego - Pułk Powiatu preńskiego - Pułk Morawskiego - Pułk Josielowicza - Pułk Sierzpińskiego - Pułk Frankowskiego - Pułk Lubelski - Pułk Sokolnickiego - Pułk Legii Mazowieckiej - Pułk Brzesko litewski - Pułk Ziemi Bielskiej - Brygada Podlaska - Batalion Rafałowicza - Oddział Wolnych Strzelców Ogińskiego - Oddział Wolnych Strzelców Sapiechy - Regiment brzesko-litewski - Batalion Strzelców Litewskich - Pułk Żmudzki Tyszkiewicza - Batalion Strzelców Dembowskiego - Oddział Ziemi Bielskiej - Batalion Strzelców Kowieńskich - Batalion Grenadierów Krakowskich - Oddział Legii Mazowieckiej - Batalion Wiłkomirski - Oddział Partyzancki Rokitnickiego - Oddział Wasiutyńskiego - Oddział strzelców litewskich - Pułk Lubelski Radzimskiego - Milicja Krakowa - Milicja Warszawy - Milicja Wilna - Milicje konne i piesze - Oddziały kosynierów - Oddziały pikinierów |